# Samuel de los Santos
Samuel de los Santos Gener (Cartagena, 10 de diciembre de 1888-Córdoba, 28 de marzo de 1965) fue un reputado arqueólogo y director del Museo Arqueológico de Córdoba durante más de tres décadas entre los años 1925 y 1958, con una breve interrupción de dos años durante la Guerra civil española cuando ejerció como director del Museo Arqueológico Provincial de Badajoz (1937-39). Murió en Córdoba en 1965 y sus restos fueron trasladados a Albacete, donde descansan actualmente.

## Biografía
Realizó sus estudios en Madrid, en el Instituto Cardenal Cisneros y se licenció en Filosofía y Letras por la Universidad Central en 1910; además, continuó su formación entre 1913 y 1914 en las ciudades alemanas de Bielefeld y Halle. Su trabajo como redactor del glosario del Diccionario de Autoridades de la Real Academia Española le sirvió para entrar en 1924 en el Cuerpo Facultativo de Archiveros, Bibliotecarios y Arqueólogos.  

### Director del Museo Arqueológico de Córdoba
Unos días después fue el encargado de la Biblioteca Pública de Córdoba hasta que en 1926, a petición propia y sustituyendo a Joaquín María de Navascués, se convirtió en director del que sería el trabajo de su vida: el Museo Arqueológico de Córdoba. Sin embargo, debido al inicio de la Guerra civil española en 1936, fue apartado temporalmente del puesto debido a su anterior pertenencia al Partido Socialista Obrero Español. La Comisión depuradora decidió desligarlo del museo y, debido a sus amistades, consiguió que fuera readmitido en diciembre de 1937, aunque en Badajoz, como director del Archivo de Hacienda, biblioteca provincial y Museo Arqueológico Provincial, reinstalando la sede. Sin embargo, la Comisión de Cultura y Enseñanza no apoyó la decisión de la Comisión depuradora unánimemente, y Samuel de los Santos consiguió recuperar su puesto como director del Museo Arqueológico de Córdoba en diciembre de 1939.
De los Santos dedicó la mayor parte de su vida, 33 años, a este museo, luchando especialmente sobre la ubicación de que debía ocupar el mismo, logrando que finalmente acabara en el palacio de los Páez de Castillejo al borde de su jubilación. Adquirió con muy bajos presupuestos piezas de gran valor para el museo cordobés y catalogó de manera exquisita todas las obras que se iban almacenando y exhibiendo. Además, organizó exposiciones del museo en Sevilla y Barcelona en 1929. En 1959 tuvo que abandonar la dirección del Museo Arqueológico por problemas de salud, siendo sucedido por Ana María Vicent.

### Excavaciones arqueológicas
Además, a partir de 1940 participó en diversas excavaciones como la de la puerta de Sevilla o Encinarejo de los Frailes. Asimismo, son muy relevantes las realizadas en la necrópolis del Camino Viejo de Almodóvar y en varios solares de la calle Cruz Conde que sacaron a la luz restos de época romana. No obstante, su mayor desafío se considera la excavación y documentación en 1951 del Templo romano de Córdoba en la calle Claudio Marcelo, aparecidos tras la ampliación de las casas consistoriales. Contó con la ayuda del arquitecto Félix Hernández y, a partir de 1958, con la del profesor Antonio García y Bellido.

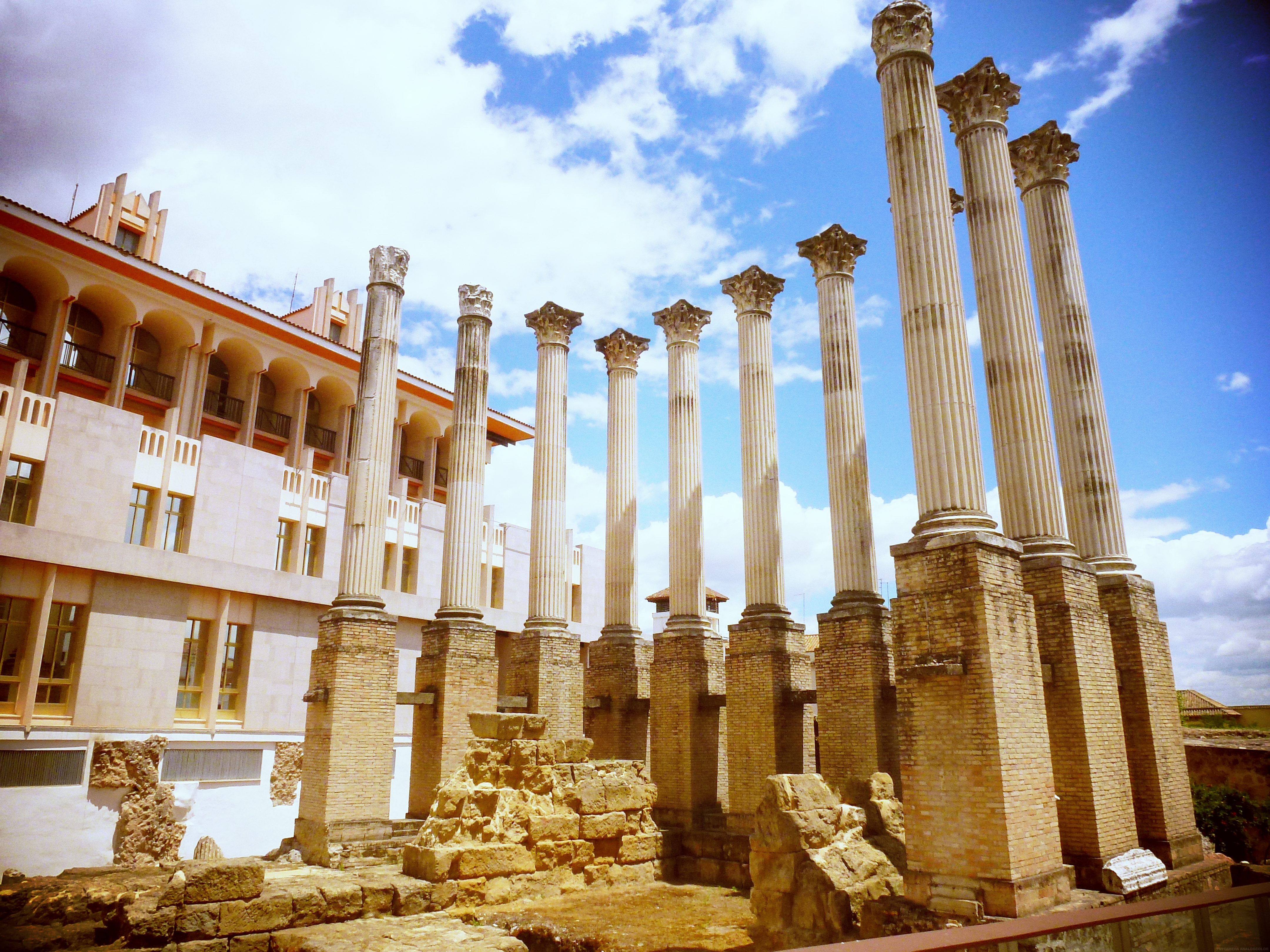
Samuel de los Santos fue el director de las excavaciones del Templo romano de Córdoba en 1951 junto con el arquitecto Félix Hernández.

## Reconocimiento
El 5 de febrero de 1927, fue nombrado académico numerario de la Real Academia de Ciencias, Bellas Letras y Nobles Artes de Córdoba. De los Santos destacó por sus investigaciones y publicaciones en revistas especializadas, boletines de la Real Academia de Córdoba y múltiples artículos en prensa, siendo referenciado incluso fuera de las fronteras españolas. Su estudio sobre la Córdoba prehistórica, romana y visigoda aclaró muchos aspectos desconocidos hasta ese momento.  
A pesar de no ser cordobés de nacimiento, dio un gran impulso a la arqueología y museología cordobesa, por lo que se le concedió una calle en dicha ciudad.